# Kosmiczni Marines

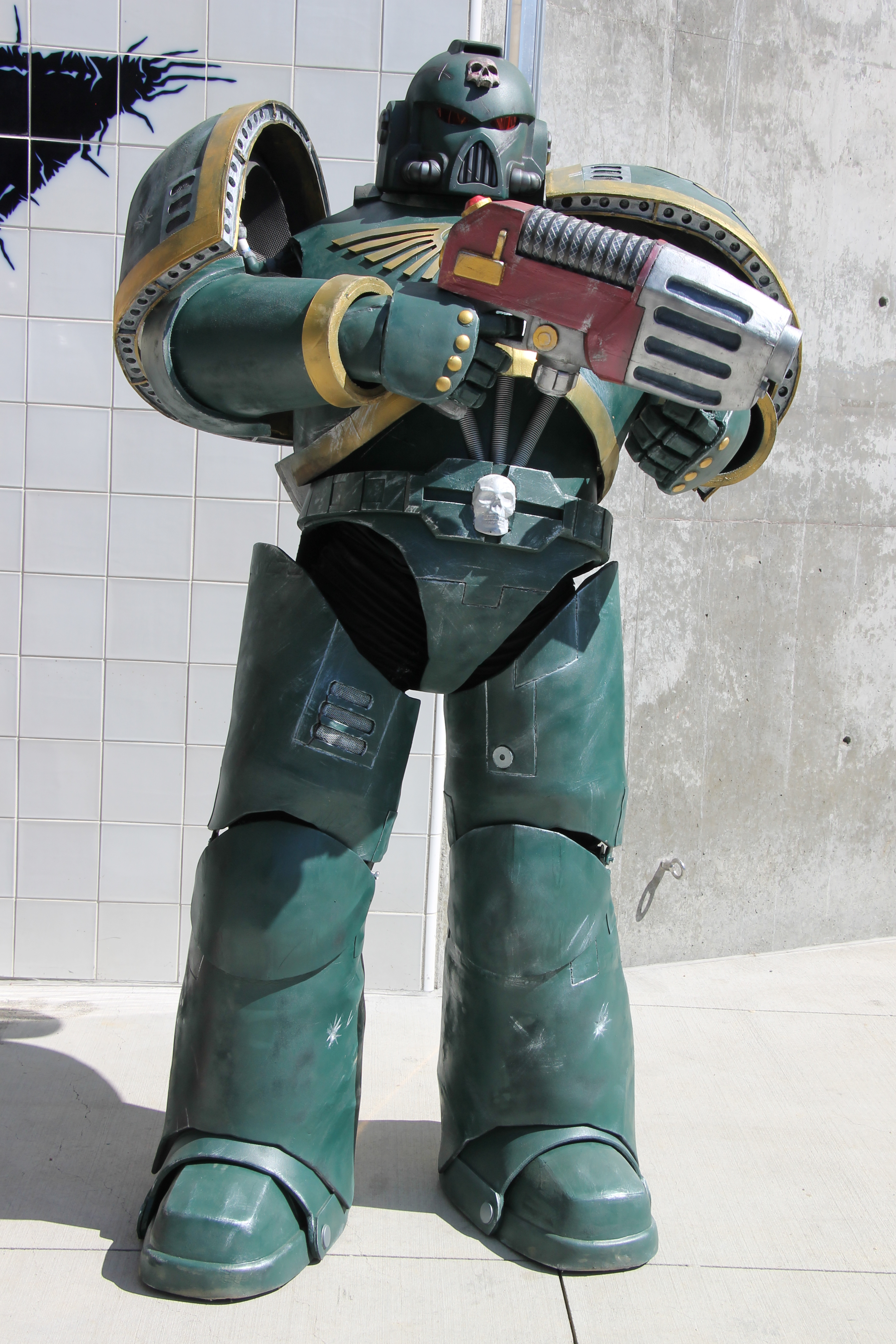
Kosmiczny marine

Kosmiczni Marines (ang. Space Marines) – elitarne oddziały Imperium Ludzi w fikcyjnym uniwersum gry bitewnej Warhammer 40,000.
Kosmiczni Marines (inaczej zwani: Adeptus Astartes) są elitarnymi oddziałami żołnierzy Imperium. Wysoką wartość bojową zawdzięczają modyfikacjom genetycznym, warunkowaniu psychicznemu i wyposażeniu obejmującemu m.in. egzoszkielety wspomagane. Pierwotnie podzieleni byli na legiony, lecz później zostali podzieleni na zakony (oryg. ang. chapters), liczące do 1000 marines, choć w niektórych wypadkach ilość ta była kilkakrotnie większa.

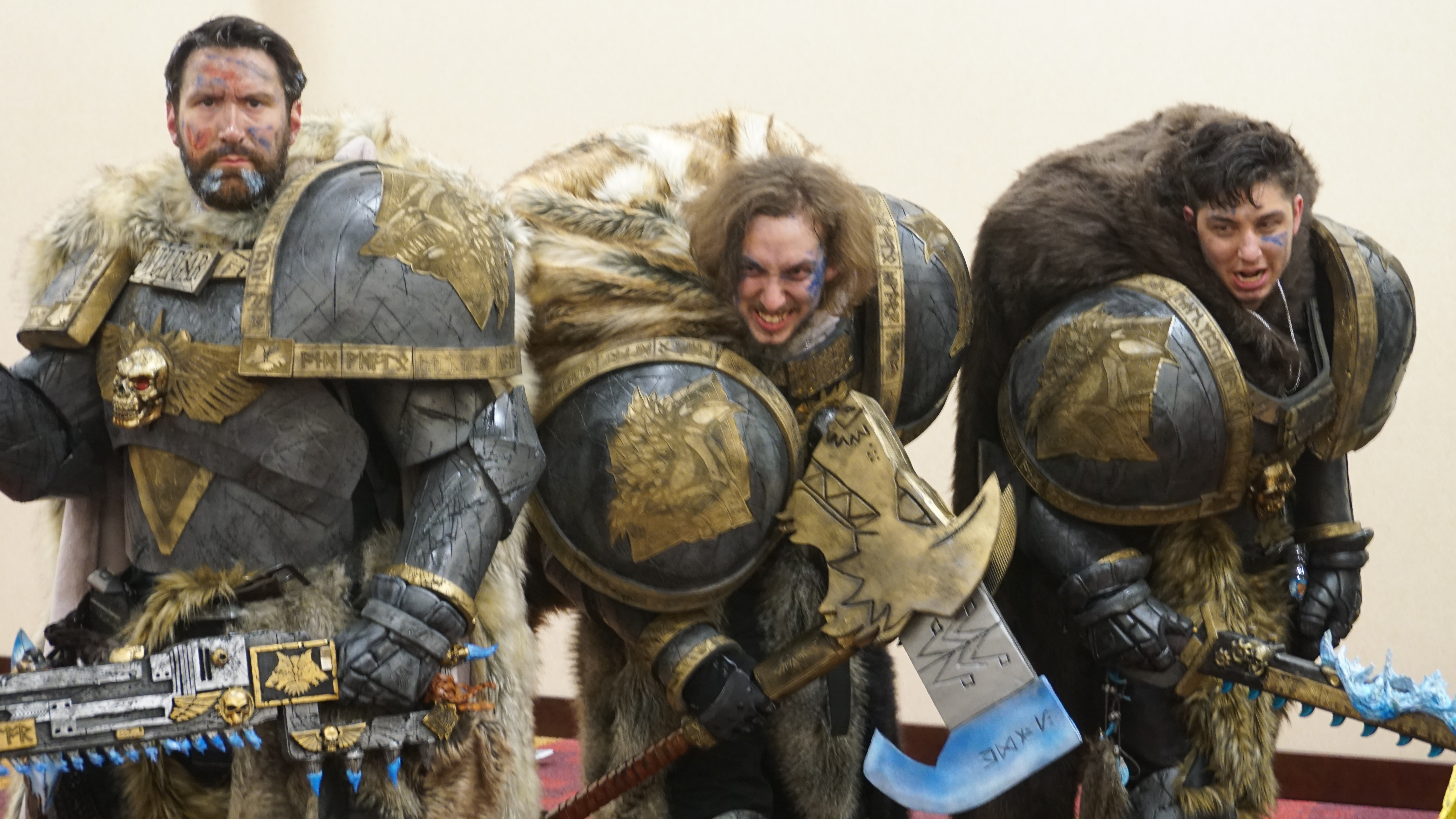
Kosmiczni Marines - stroje na Gencon 2016

## Kosmiczni Marines w grach komputerowych
Kosmiczni Marines najczęściej pojawiającymi się protagonistami w grach komputerowych osadzonych w uniwersum Warhammer 40,000. Pojawili się w następujących grach:
- Space Hulk (MS-DOS 3.3 lub nowszy, Amiga, PC-98) (1993).
- Space Hulk: Vengeance of the Blood Angels (PC, PlayStation, Sega Saturn, 3DO)(1996) (sequel gry Space Hulk).
- Final Liberation: Warhammer Epic 40,000 (Microsoft Windows) (1997).
- Warhammer 40,000: Chaos Gate (Microsoft Windows) (1998).
- Warhammer 40,000: Rites of War (Microsoft Windows) (1999).
- Warhammer 40,000: Fire Warrior (PlayStation 2, Microsoft Windows) (2003).
- Warhammer 40,000: Dawn of War (2004) i jej dodatki Winter Assault (2005), Dark Crusade (2006), Soulstorm (2008).
- Warhammer 40,000: Squad Command (2007).
- Warhammer 40,000: Dawn of War II (2009) i jej dodatki Chaos Rising (2010) i  Retribution (2011).
- Warhammer 40,000: Space Marine (2011).
- Warhammer 40,000: Kill Team (2011).
- Warhammer 40,000: Eternal Crusade (2016)
- Warhammer 40,000: Dawn of War III (2016)

## Kosmiczni Marines w utworach literackich
Kosmiczni Marines pojawiają się w większości książek osadzonych w uniwersum Warhammer 40,000, np. w powieści Czas Horusa.

## Ekranizacje
W 2010 roku powstał film Ultramarines: A Warhammer 40,000 Movie.
W 2018 roku ogłoszono produkcję serialu animowanego Angels of Death, który początkowo miał ukazać się w 2019 roku. W styczniu 2020 pojawił się trailer serialu, sugerujący, że premiera ma nastąpić jeszcze w tym samym roku, a jeszcze w 2019 pojawiła się zapowiedź serialu aktorskiego, pod tytułem Eisenhorn.

## Tło fabularne

### Historia Adeptus Astartes
Pierwsze jednostki Kosmicznych Marines zostały powołane do służby na planecie Terra (oficjalna nazwa planety Ziemia) w trakcie wojen domowych, które wyniosły do władzy Imperatora, a w ich skład wchodzili starannie dobrani żołnierze poddawani genetycznym zmianom organizmu. Od samego początku istnienia tej formacji jej cechą charakterystyczną były specyficzne pancerze osobiste zwane też pancerzami wspomaganymi ze względu na zastosowanie w nich układów mechanicznych ułatwiających wykonywanie ruchów (egzoszkieletów). 
Po ustabilizowaniu sytuacji politycznej i społecznej w macierzystym Układzie Słonecznym Imperator przystąpił do zakrojonej na szeroką skalę operacji przywracania pod władzę Terry dawnych ludzkich kolonii utraconych w czasach poprzedzających powstanie Imperium. Skupieni w dwudziestu legionach Marines wzięli udział w Wielkiej Krucjacie, przechodząc z biegiem czasu pod rozkazy odnajdywanych Prymarchów. 
W roku 004.M31 Horus, Mistrz Wojny Imperium, podczas rekonwalescencji na Davinie stał się zagorzałym czcicielem Bogów Chaosu. Dzięki ogromnej charyzmie zdołał przejąć kontrolę nad dziewięcioma pełnymi Legionami Marines oraz rozpoczął wojnę domową znaną jako Herezja Horusa. Podczas oblężenia Terry, na statku dowodzenia heretyków doszło do konfrontacji pomiędzy Imperatorem i Horusem. Zbuntowany Mistrz Wojny zginął, a Imperator został śmiertelnie ranny. Rewolta dobiegła końca, a bezwzględnie ścigane Legiony buntowników wycofały się do Oka Grozy, dziury w rzeczywistości prowadzącęj do piekielnego wymiaru zwanego Osnową, gdzie rezydują źli bogowie Chaosu.
Legiony zostały zmuszone do reorganizacji swych struktur. Myślą przewodnią reorganizacji było ograniczenie potencjału militarnego Legionów w celu zmniejszenia zagrożenia z ich strony w przypadku kolejnego potencjalnego buntu. Nigdy więcej jeden dowódca nie mógł dowodzić tak potężną siłą, jaką jest liczący kilka tysięcy Legion Adeptus Astartes. Podział ten nosi nazwę Drugiej Fundacji.

### Późniejsze Fundacje Astartes
W późniejszym okresie istnienia Imperium miało jeszcze miejsce ponad dwadzieścia nowych Fundacji zakonów Adeptus Astartes, przy czym na temat wielu z nich brak szczegółowych informacji – część zaś utajniono. Ostatnie odbyło się w roku pod koniec 41 Tysiąclecia, kiedy to odrodzony Prymarcha, Roboute Guilliman ogłosił Krucjatę Indomitus i dzięki Arcymagosowi Belisariusowi Cawl powstała tzw. Fundacja Ultima złożona z ulepszonych Astartes, zwanych Primaris Marines. 